# Восточный экспресс (телеканал)
«Восточный экспресс» — телевизионный канал, осуществляющий вещание во всех кабельных сетях Миасса.

## История телеканала ВЭ
Впервые вещание на 23 ТВК в Челябинске началось 7 ноября 1992 года, став при этом первым независимым телеканалом города. Трансляции собственных эфиров начались с минимальной производственной базы — в студии работало всего несколько видеомагнитофонов SVHS и VHS форматов. Несмотря на технические ограничения, были выпущены телепередачи «Зеркало», «НЭП» и другие.
С 1 мая 1995 года вещание на 23 ТВК усиливается. Благодаря вхождению телерадиоцентра «Восточный экспресс» в состав ОАО «Челябинсксвязьинформ», «ВЭ» становится крупнейшей телерадиокомпанией Южного Урала. Первой в области, осуществляющей самостоятельное круглосуточное вещание. Эту дату можно считать днём рождения первого негосударственного вещания в Челябинске.
Организатором, идеологом и директором нового негосударственного телеканала Челябинска "Восточный экспресс" стал журналист заслуженный работник культуры РФ Юрий Вишня. На «ВЭ» производится линейка собственных программ. В том числе проходят интерактивные прямые утренние эфиры. Также с этого дня на «Восточном экспрессе» начинает регулярно выходить в эфир главная информационная программа «Телефакт».
В 1996 году «ВЭ» стал членом Национальной ассоциации телевещателей (НАТ).
Со 2 февраля 1998 года «Восточный экспресс» начал вещание на 52-м канале ДМВ.
С 3 августа 1998 года состоялся запуск радиостанции «Восточный экспресс», известной сегодня как «Радио 100».
В августе 2006 года должность директора покидает идеолог и основатель телеканала «Восточный экспресс» - Юрий Вишня. На место директора назначена Ольга Разнополова, до этого занимавшая должность начальника отдела по связям с общественностью «Уралсвязьинформа».
5 января 2007 года в интернете был запущен официальный сайт телерадиоцентра «Восточный экспресс». Адреc сайта: ve-trc.ru (в данный момент не функционирует).
9 июля 2010 года телерадиоцентр «Восточный экспресс» приобретает областное правительство при губернаторе Михаиле Юревиче. К этому моменту «Восточный экспресс» выводится из «Уралсвязьинформа», его учредителем становится ЗАО "Ассоциация «Канал ТВ».
1 сентября 2010 года «Восточный экспресс» прекратил вещание на 52 ТВК.
С 6 июня 2011 года «Восточный экспресс» перешёл на ретрансляцию федерального телеканала «Домашний» на 23 ТВК, сократив своё вещание до трёх часов в день (вместо круглосуточного).
19 июля 2011 года должность директора телерадиоцентра «Восточный экспресс» занимает Валерий Шагиев. Параллельно руководящий «31 каналом» губернатора Михаила Юревича. Перед новым руководством стояла задача по снижению нагрузки на областной бюджет.
16 октября 2014 года сетевой партнёр «Восточного экспресса» — федеральный ТВ-канал «Домашний» меняет оформление и логотип. С целью приближения к федеральному контенту, руководство канала проводит ребрендинг. С этого дня программы челябинского телерадиоцентра «Восточный экспресс» выходили в эфир 23 ТВК под логотипом канала Домашний, вместо собственной аббревиатуры «ВЭ». Теперь телеканал назывался «Домашний - Челябинск».
12 ноября 2014 года официальный сайт телерадиоцентра «Восточный экспресс» меняет доменное имя на telefakt.ru.
20 июля 2016 года Валерий Шагиев покидает должность директора телерадиоцентра. Исполняет обязанности его заместитель — Ольга Емельянова (Дубровская). Результатом её полугодового правления стал уход 90% журналистского коллектива на конкурирующий телеканал «ОТВ». Профессионализм новых кадров вызывал недовольство у учредителей.
20 января 2017 года назначен новый руководитель канала — Павел Михайлов. Параллельно запущены процессы объединения телеканалов «ОТВ» и «ВЭ» в единый правительственный медиа-холдинг. Телеканал потерял самостоятельность и был полностью поглощён конкурирующим СМИ под руководством Светланы Яремчук, с финансированием по остаточному принципу и соответствующей кадровой политикой. Именно поэтому дальнейшие попытки «реанимации» челябинского вещания не приносили желаемого результата.
C 13 февраля 2017 года был запущен тестовый круглосуточный кабельный канал «ВЭ».
С 10 апреля 2017 года круглосуточный телеканал «ВЭ» запущен во всех кабельных сетях Челябинска и Челябинской области.
Но уже с 1 июня 2017 года «ВЭ» в кабельных сетях взял сетевого партнёра — подмосковный телеканал «360°». В рамках сотрудничества с каналом 360°.
С 2 декабря 2019 года в кабельных сетях «ВЭ» прекратил сотрудничество с телеканалом «360°» и перешёл на собственное круглосуточное вещание.
С 31 декабря 2019 года закончился контракт вещания телеканала «Домашний» и «ВЭ» на 23 ТВК аналогового телевидения. Далее «Домашний» полностью ушёл на частоты цифрового телевидения, отказываясь от сетевых партнёров в регионах, в том числе и от «ВЭ».

## Закрытие и восстановление канала
29 февраля 2020 года руководство медиахолдинга «Обл-ТВ» закрывает «Восточный экспресс». Официальная причина, которую озвучил директор АО «Обл-ТВ» — Олег Гербер звучит так: «Нам просто никаких ресурсов не хватит, чтобы реанимировать «Восточный экспресс» до былых высот. Сайт telefakt.ru, вероятно, мы также в ближайшее время закроем». Среди неофициальных версий — договорённости региональных властей с местным олигархом А. Аристовым по другому медиа-активу.
Однако терять бренд старейшего регионального СМИ новое руководство «Обл-ТВ» не захотело. Поэтому 16 марта 2020 года телеканал «Восточный экспресс» возобновил своё вещание в Миассе на 26 кнопке кабельного оператора «Интерсвязь». Позже на этой же кнопке канал появился у кабельного оператора «Крылья ТВ».
30 марта 2022 года на заседании Федеральной конкурсной комиссии по телерадиовещанию телеканалу присвоен статус обязательного общедоступного муниципального канала. Теперь вещание распространяется на 22 кнопке во всех кабельных сетях Миасса.

## Победы в конкурсах
- В декабре 1997 года ТРЦ «Восточный экспресс» был признан победителем конкурса «Человек года» в номинации «Журналистика. Средства массовой информации»
- В 2008 году развлекательная программа «teАТР» становится победителем российской национальной телевизионной премии «ТЭФИ-Регион»[14].
- В феврале 2009 года национальная телевизионная премия «ТЭФИ-Регион» проводится в стенах челябинского телерадиоцентра «Восточный экспресс». Около сотни представителей российских телевизионных компаний приняла «Восточка»[15].

## Проекты телеканала
В июле 2005 года на «ВЭ» стартует реалити-шоу «Линия жизни». Единственный аналог популярной на отечественном телевидении игры «Последний герой», когда участники оставались на необитаемом острове без каких-либо средств существования.
Весной 2008 года дан старт телепроекту «ОХОТА». Психологическое реалити-шоу, участниками которого становились обычные люди, желающие изменить себя. Проект выходил на протяжении пяти лет и стал одной из визитных карточек телеканала.
7 сентября 2013 года стартовал телепроект «Строители». Программа об архитектурной истории Челябинска, а также строительстве и дизайне.
10 марта 2015 года в рамках информационной программы «Телефакт» запущена рубрика «Кредит Недоверия». Уральский ответ столичному «Ревизорро». Это последний рейтинговый проект телеканала. Спустя 2 года «Кредит недоверия» становится отдельной самостоятельной программой и выходит вплоть до закрытия «Восточки» в Челябинске, с ведущим Дмитрием Лазаревым.

## Флагманы эфира телеканала
- Телефакт
- Лица Миасса
- Вишневый сад
- Прогулки по Миассу

## Руководители
- Юрий Вишня (1995—2006)
- Ольга Разнополова (2006—2011)
- Валерий Шагиев (2011—2016)
- Ольга Емельянова (Дубровская) (июль 2016 — январь 2017)
- Павел Михайлов (2017—2019)
- Олег Гербер (1 мая 2019 — до момента закрытия 29 февраля 2020)
- Надежда Курбатова ( 16 марта 2020 — наст. время)

## Инцидент с перехватом эфира[20]
31 июля 2013 года произошел инцидент с перехватом эфира на телеканале «Восточный экспресс. Рядовой выпуск новостей был неожиданно прерван, и в эфире появился отрывок из антироссийского документального фильма «Россия: Эпоха Путина». Редакция телеканала сразу приостановила вещание и поставили старый выпуск программы.
Как выяснилось в тот же день, антиправительственный ролик в эфир пустил режиссер «Восточного экспресса» Дий Лебедев , который находился в ссоре с руководством канала и таким образом решил подставить его. Режиссер был уволен в тот же день.